# Выгозёры
Выгозёры (также выгозёра — самоназвание) — субэтническая группа русских, населявшая до середины XX века сёла по берегам Выгозера в Карелии. Начала формироваться с конца XIX века из двух групп — обрусевших карелов западного берега Выгозера и русских, живших на восточном берегу. Выгозёры отличали себя как от карелов, так и от поморов, заонежан и других соседних с ними групп русских. Название субэтнической группы выгозёров происходит от названия одного из самых крупных карельских озёр — Выгозера. Самоназвание группы — «выгозёра», так же их называли жившие по соседству представители других групп русских.
К 1905 году выгозёров было около 1800 человек. В 1930-х годах во время постройки Беломоро-Балтийского канала значительная часть выгозёров была выселена из родных деревень. К середине XX века в результате отъезда выгозёров в города Надвоицы и Сегежу, а также переселения в деревни Выгозёрья большого числа приезжих, выгозёры как обособленная субэтническая группа перестали существовать.

## Классификация
Выгозёры могут быть отнесены к северной историко-культурной зоне (севернорусской этнографической группе) согласно признакам, по которым эта этнографическая группа выделяется: по территориальной классификации русских субэтносов, изложенной в монографии Института этнологии и антропологии РАН «Русские» севернорусская группа характеризуется распространением окающих говоров севернорусского наречия и наличием таких севернорусских особенностей в быту и культуре, как распространение малодворных сельских поселений, образующих отдельные «гнёзда» селений; распространение монументального жилища (избы), соединённого с хозяйственным двором; распространение так называемого сарафанного комплекса женского народного костюма и особого сюжетного орнамента в вышивках и росписях; бытование былин, протяжных песен и причитаний и т. д.
По классификации, опубликованной в работе В. С. Бузина и С. Б. Егорова «Субэтносы русских: проблемы выделения и классификации», учитывающей фактор происхождения, выгозёров можно отнести к так называемым группам смешанного происхождения, сформировавшимся в процессе освоения славянами новых территорий, при которой происходила ассимиляция иноэтничных групп населения. При образовании такого рода групп отмечались тесные контакты русских с автохтонным населением, включавшие также и межэтнические браки, в результате чего складывались особые субэтнические общности с различной степенью русского компонента, характеризующиеся русским самосознанием, взаимовлиянием культурно-бытовых черт разных этносов и нередко смешением антропологических типов. Так, в Европейской части России к подобным группам отнесены мещёра и сицкари.

## Происхождение и история
Российский этнограф В. В. Майнов, совершавший во второй половине XIX века поездку к Белому морю из Петрозаводска через Выгозёрье и Заонежье («Путешествие в Обонежье и Корелу», 1877), отметил ярко выраженные особенности культуры заонежан и поморов, но при этом не обнаружил каких-либо отличий населения Выгозёрья от основного массива русских. Вероятно, в это время субэтническая идентичность и осознание общности выгозёров, а также их культурно-бытовые особенности только начали формироваться.
Исходя из этого принято считать, что выгозёры начали складываться как субэтнос позже всех остальных субэтнических групп русских, проживающих на территории Карелии. Выгозёры формировались из двух разнородных частей — жителей западного берега Выгозера (обрусевших в XVIII—XIX веках карелов) и восточного берега Выгозера (русских Петровско-Ямской волости Повенецкого уезда Олонецкой губернии). Карельский язык у западных выгозёров сохранялся до первой трети XX века, их обрусению очень долго препятствовало соседство и постоянные контакты с карелами из более западных районов. Помимо привычных хозяйственных связей западных выгозёров и соседних с ними групп карелов, между ними также поддерживалась традиция межэтнических браков, в частности, был распространён обычай свадебной гостьбы («адьво») девушек у родственников на Рождество. Наличие карельского языка в качестве родного для значительной части женского населения западного берега Выгозера было важнейшим фактором сдерживания процессов ассимиляции и слияния с русскими восточного Выгозёрья. Между тем и после окончательного обрусения традиция межэтнических браков с представителями карельского этноса у западных выгозёров продолжала сохраняться.
Образование группы выгозёров в целом завершилось в начале XX века.
О том, что в Выгозёрье сложилась особая субэтническая группа, свидетельствовало то, что у выгозёров распространилось собственное самоназвание, появилось осознание своего единства, они стали отличать себя от карелов, других русских, в том числе и от поморов и заонежан, проезжавших через Выгозёрье к Белому морю и обратно, эти отличия проявлялись в особенностях говора, культурно-бытовых чертах и т. д.
К середине XX века группа выгозёров исчезла, в 1930-х годах после постройки Беломоро-Балтийского канала в Выгозере поднялся уровень воды на несколько метров и значительная часть прибрежных деревень была затоплена, а их жители переселены в оставшиеся деревни и поселения, сохранившиеся от Белбалтлага. После постройки на берегу Выгозёрского водохранилища города металлургов Надвоицы и нового районного центра Сегежи с целлюлозно-бумажным производством большая часть выгозёров уехала в эти города, а в поселения к оставшимся выгозёрам переезжали жители дальних неперспективных деревень Карелии и Архангельской области, а также лесорубы, ехавшие сюда на заработки. Выгозёры, распавшись на небольшие группы, растворились среди большинства русского населения с «общерусским» самосознанием, перестав ощущать единство и обособленность своей общности, утратив элементы своей культуры и особенности говоров.

## Ареал и современное положение

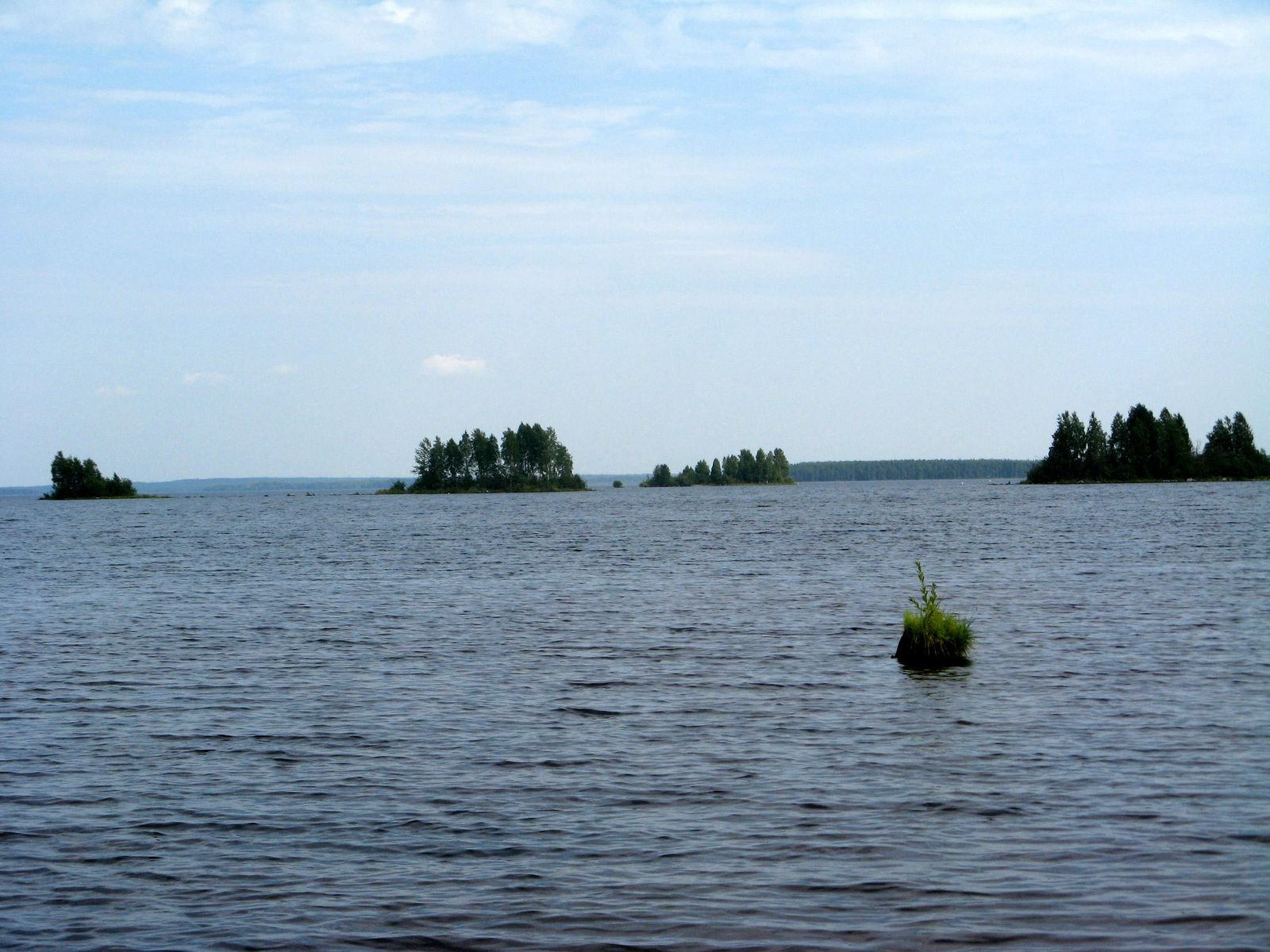
Выгозеро

Область расселения выгозёров представляла собой районы, размещённые вокруг Выгозера. По современному административно-территориальному делению Карелии Выгозёрье расположено на территории Сегежского района (в восточной части республики). К северу, северо-востоку и юго-западу от ареала выгозёров размещалась область расселения основного массива русских, к юго-востоку от выгозёров до второй половины XIX века жили даниловцы (выговцы), на западе с выгозёрскими поселениями граничил ареал сегозёрских карелов (сегозёрцев).
К 1905 году по подсчётам К. К. Логинова численность выгозёров составляла 1 869 человек.
Возможно, у какой-то части населения Сегежского района осознание принадлежности к группе выгозёров сохранилось и до настоящего времени, тем не менее, современную численность выгозёров установить не представляется возможным. В целом, можно считать, что как обособленной группы со своими чертами языка и культуры, выгозёров уже не существует.